# Saint-Jean-Pla-de-Corts
Saint-Jean-Pla-de-Corts (în catalană Sant Joan de Pladecorts) este o comună în departamentul Pyrénées-Orientales din sudul Franței. În 2009 avea o populație de 2.014 de locuitori.

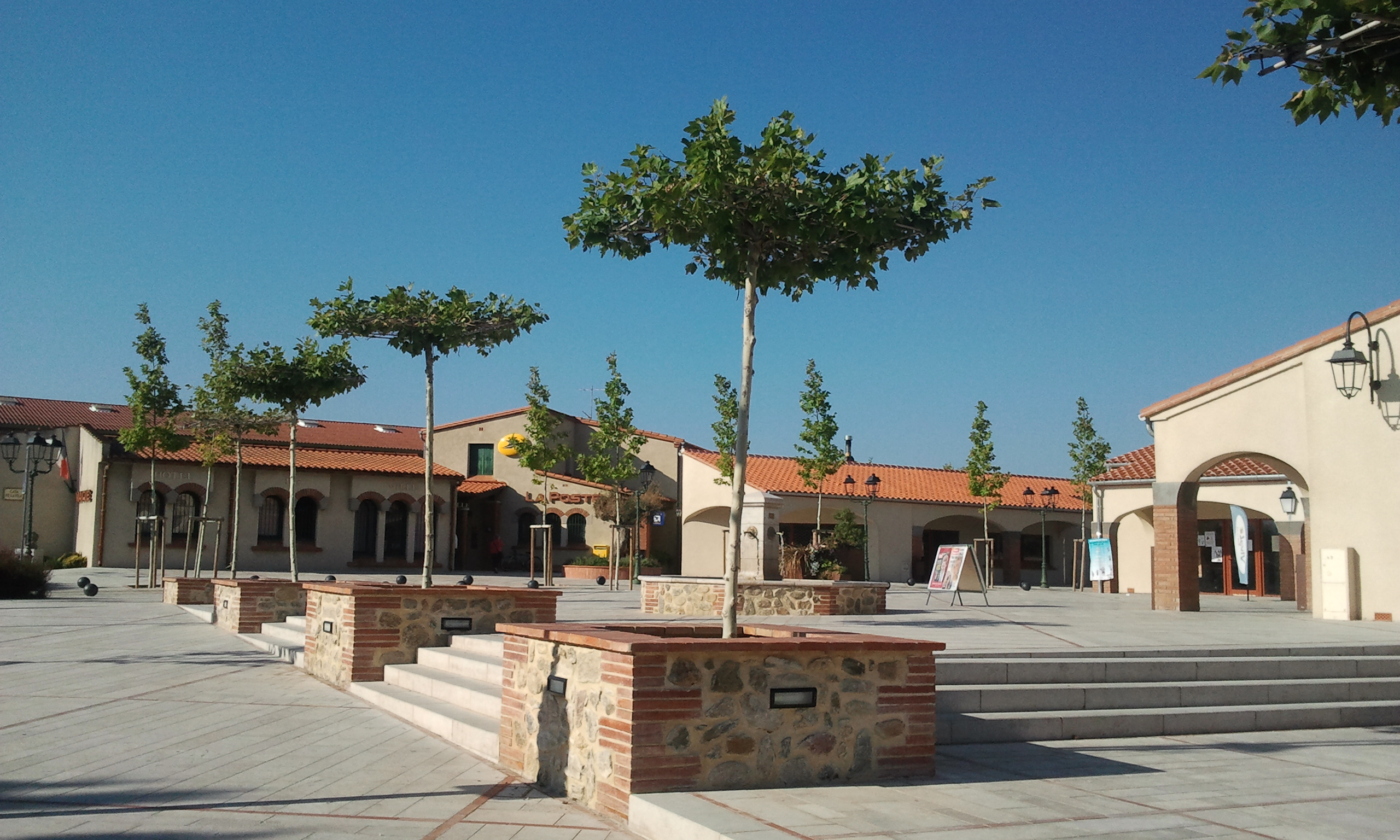
Saint-Jean-Pla-de-Corts

## Evoluția populației
| An        | 1975 | 1982  | 1990  | 1999  | 2006  | 2009  |
| --------- | ---- | ----- | ----- | ----- | ----- | ----- |
| Populație | 906  | 1.040 | 1.456 | 1.775 | 1.938 | 2.014 |